# Jens Holger Schjørring
Jens Holger Schjørring (* 6. Oktober 1942) ist ein dänischer evangelischer Theologe, Kirchenhistoriker und Hochschullehrer.

## Leben und Wirken
Nach seiner Reifeprüfung am Gymnasium in Herning studierte Jens Holger Schjørring Evangelische Theologie an der Universität Aarhus und legte dort 1968 sein erstes theologisches Examen ab, nachdem er (neben Studien an der Universität München und der Universität Oxford) von 1965 bis 1967 einen längeren Studienaufenthalt an der Eberhard Karls Universität Tübingen verbracht hatte. Bis zum Eintritt in den Ruhestand 2009 blieb er mit der Universität Aarhus verbunden. 1979 promovierte er dort zum Dr. theol. Zunächst lehrte er in Aarhus als wissenschaftlicher Assistent für den Bereich Kirchengeschichte, dann als Dozent auch für Dogmatik und seit 1997 als Professor für Kirchengeschichte.
Neben seiner Arbeit am Zentrum für Grundtvigstudien in Aarhus wirkte Schjørring auch nebenamtlich als Prediger an der Ellevang Kirke in Risskov, einem Stadtteil von Aarhus.
Schwerpunkt seiner wissenschaftlichen Arbeit ist vor allem die kirchliche Zeitgeschichte des Protestantismus und das Verhältnis des Luthertums in den nordischen Staaten und Deutschland, außerdem der Lutherische Weltbund. Besonders hervorzuheben ist die umfangreiche, von ihm mitherausgegebene „Geschichte des globalen Christentums“. Die Theologische Fakultät der Christian-Albrechts-Universität zu Kiel zeichnete ihn 2025 mit der Ehrendoktorwürde aus.

## Veröffentlichungen (Auswahl)
Monographien
- Theologische Gewissensethik und politische Wirklichkeit. Das Beispiel Eduard Geismars und Emanuel Hirschs (= Arbeiten zur kirchlichen Zeitgeschichte, Reihe B, Bd. 7). Vandenhoeck & Ruprecht, Göttingen 1979, ISBN 3-525-55707-8 (= Dissertation der Universität Aarhus, in dänischer Sprache).
- Ökumenische Perspektiven des deutschen Kirchenkampfes (= Acta theologica danica, Bd. 18). Brill, Leiden 1985, ISBN 90-04-07732-4.
- (Hrsg.): Vom Weltbund zur Gemeinschaft. Geschichte des Lutherischen Weltbundes 1947–1997. Luth. Verl.-Haus, Hannover 1997, ISBN 3-7859-0745-1.
- (Hrsg., mit Katharina Kunter): Europäisches und Globales Christentum. Herausforderungen und Transformationen im 20. Jahrhundert. Vandenhoeck & Ruprecht, Göttingen 2011.
- (Hrsg., mit Norman A. Hjelm): Geschichte des globalen Christentums. Drei Bände. Kohlhammer, Stuttgart 2017/2018, ISBN 978-3-17-041970-4.

Aufsätze
- Moralische Aufrüstung und westeuropäische Politik bis 1954. In: Zeitschrift für Kirchengeschichte, Bd. 87 (1976), S. 65–100.
- Kierkegaard und die dänische Theologie der zwanziger und dreißiger Jahre. In: Heinrich Anz (Hrsg.): Die Rezeption Sören Kierkegaards in der deutschen und dänischen Philosophie und Theologie (= Text & Kontext, Sonderreihe, Bd. 15). Fink, Kopenhagen/München 1983, S. 171–186, ISBN 87-88027-16-3.
- Zum Verhältnis zwischen Ökumene und Barmen, dargestellt an der Beziehung zwischen Dietrich Bonhoeffer und Valdemar Ammundsen. In: Wolf-Dieter Hauschild (Hrsg.): Die lutherischen Kirchen und die Bekenntnissynode von Barmen. Vandenhoeck & Ruprecht, Göttingen 1984, S. 307–318, ISBN 3-525-55394-3.
- Nordisches Luthertum und Antisemitismus. In: Jochen-Christoph Kaiser (Hrsg.): Der Holocaust und die Protestanten. Analysen einer Verstrickung (= Konfession und Gesellschaft, Bd. 1). Athenäum-Verlag, Frankfurt/M. 1988, S. 120–150, ISBN 3-610-08503-7.
- Die dänische Kirche in den ersten Nachkriegsjahren. In: Kirchliche Zeitgeschichte, Bd. 2 (1989), S. 90–102.
- Nordisches Luthertum zur Zeit des Zweiten Weltkrieges. In: Joachim Mehlhausen (Hrsg.): ... und über Barmen hinaus. Studien zur kirchlichen Zeitgeschichte. Festschrift für Carsten Nicolaisen zum 4. April 1994 (= Arbeiten zur kirchlichen Zeitgeschichte, Reihe B, Bd. 23). Vandenhoeck & Ruprecht, Göttingen 1995, S. 386–401, ISBN 3-525-55723-X.
- Widerstand und Opportunismus. Anmerkungen zu Denk- und Verhaltensmustern im skandinavischen Luthertum während des zweiten Weltkrieges. In: Anselm Doering-Manteuffel (Hrsg.): Christliches Ethos und der Widerstand gegen den Nationalsozialismus in Europa (= Konfession und Gesellschaft, Bd. 9). Kohlhammer, Stuttgart 1995, S. 58–71, ISBN 3-17-013928-2.
- Europabilder der Kirchen in der Nachkriegszeit. Der Lutherische Weltbund. In: Kirchliche Zeitgeschichte, Bd. 12 (1999), S. 512–526.
- Nordisches und deutsches Luthertum nach 1945. In: Mitteilungen / Evangelische Arbeitsgemeinschaft für Kirchliche Zeitgeschichte, Bd. 21 (2003), S. 81–96.
- 50 Jahre Evangelische Arbeitsgemeinschaft für Kirchliche Zeitgeschichte. Aspekte einer historischen Rückschau und Bestandsaufnahme aus internationaler Perspektive. In: Ebd., Bd. 24 (2006), S. 7–27.
- Der Lutherische Weltkonvent, der Lutherische Weltbund (LWB) und die lutherischen Kirchen in Osteuropa 1923-1997. In: Katharina Kunter (Hrsg.): Die Kirchen und das Erbe des Kommunismus. Martin-Luther-Verlag, Erlangen 2007, S. 291–316, ISBN 978-3-87513-155-0.
- Die lutherischen Volkskirchen in den nordischen Ländern während des Zweiten Weltkriegs. In: Karl-Joseph Hummel (Hrsg.): Kirchen im Krieg. Europa 1939 - 1945. Schöningh, Paderborn 2007, S. 67–90, ISBN 3-506-75688-5.
- Hans Meiser als Kirchenführer nach 1945. Beobachtungen aus ökumenischer Perspektive. In: Berndt Hamm (Hrsg.): Spielräume des Handelns und der Erinnerung (= Arbeiten zur kirchlichen Zeitgeschichte, Reihe B, Bd. 50). Vandenhoeck & Ruprecht, Göttingen 2010, S. 272–280, ISBN 978-3-525-55768-6.
- Aufbruch und Polarisierung. Die Volkskirchen in den nordischen Ländern in den 1960er und 70er Jahren. In: Klaus Fitschen (Hrsg.): Die Politisierung des Protestantismus.  Entwicklungen in der Bundesrepublik Deutschland während der 1960er und 70er Jahre (= Arbeiten zur kirchlichen Zeitgeschichte, Reihe B, Bd. 52). Vandenhoeck & Ruprecht, Göttingen 2011, S. 290–301, ISBN 3-525-57451-7.
- Dänische Theologen und Deutschland nach 1945. In: Thomas K. Kuhn (Hrsg.): Reform – Aufklärung – Erneuerung. Transformationsprozesse im neuzeitlichen und modernen Christentum. Festschrift zum 80. Geburtstag von Martin Greschat. Evangelische Verlags-Anstalt, Leipzig 2014, S. 249–267, ISBN 978-3-374-03899-2.
- Bekennende Kirche und Ökumene. Anmerkungen zu einer strapazierten Gemeinschaft in den Jahren 1933–1934. In: Mitteilungen / Evangelische Arbeitsgemeinschaft für Kirchliche Zeitgeschichte, Bd. 32 (2014), S. 87–115.
- Neubeginn und Kontroversen im internationalen Luthertum nach 1945. In: Mitteilungen / Evangelische Arbeitsgemeinschaft für Kirchliche Zeitgeschichte, Bd. 35 (2017), S. 33–54.